# Elektrospray-Ionisation

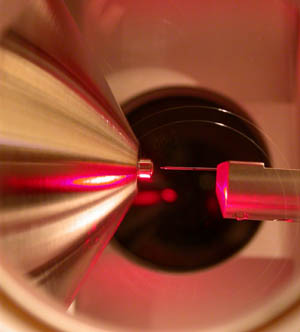
Electrospray(nanoSpray)-Ionenquelle

Elektrosprayionisation (ESI) ist eine Technik zur Erzeugung von Ionen mithilfe der Elektrospray-Methode. Der Begriff der Elektrospray-Ionisation geht auf Arbeiten von Malcolm Dole (1968) zurück und wurde durch John B. Fenn 1984 etabliert (Nobelpreis für Chemie 2002).

## Prinzip

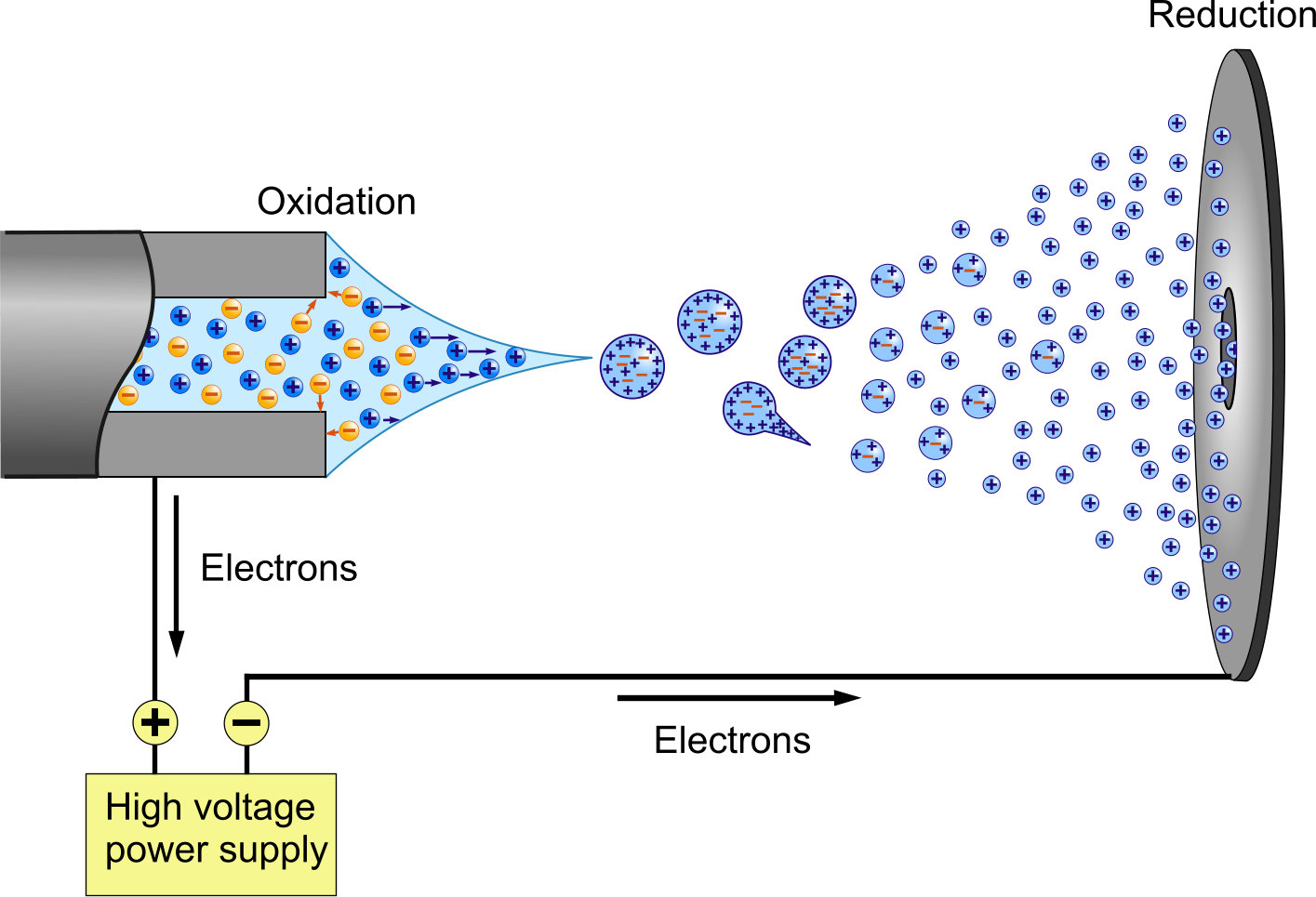
Schematische Darstellung eines Elektrosprays im Positiv-Modus

Bei der Elektrosprayionisation wird eine Analytlösung durch eine Metallkapillare geleitet, an deren Spitze eine Spannung angelegt ist. Durch die Spannung kommt es zur Bildung eines elektrischen Feldes zwischen der Kapillare und einer Gegenelektrode. Das elektrische Feld durchdringt die Analytlösung und in ihr befindliche Ionen bewegen sich elektrophoretisch auf die Gegenelektrode zu. Dabei bildet sich an der Spitze der Kapillare ein Überschuss gleichartig geladener Ionen, die sich gegenseitig abstoßen und über die Bildung eines Taylor-Kegels (Taylor-Cone) als feines Aerosol (etwa 10 µm Tropfengröße) aus der Kapillare austreten. Ein neutrales Trägergas wie Stickstoff wird häufig benutzt, um die Vernebelung der Lösung und die Verdampfung des Lösungsmittels zu unterstützen.
Aufgrund der Verdampfung des Lösungsmittels verkleinert sich die Tropfengröße, während die Dichte des elektrischen Feldes auf der Tropfen-Oberfläche zunimmt. Wenn der Radius der Tropfen kleiner als das sogenannte Rayleigh-Limit wird, zerfallen die Tropfen wegen der Abstoßung von gleichartigen Ladungen (Coulomb-Explosionen) in kleinere Tröpfchen. Für die Bildung freier Ionen in der Gasphase existieren mehrere Modellvorstellungen. Das Charge Residue Model (CRM, Modell des geladenen Rückstands) geht davon aus, dass letztlich winzige Tropfen von etwa 1 nm Durchmesser übrigbleiben, die nur ein ionisiertes Analytmolekül enthalten. Beim Ion Evaporation Model (IEM, Ionenemissionsmodell) wird angenommen, dass bereits aus größeren geladenen Tropfen freie Ionen in die Gasphase emittiert werden. Die erzeugten Ionen werden durch die Potentialdifferenz zwischen Sprayerkapillare und Orifice (eine Gegenelektrode mit einer Öffnung für den Durchflug der Ionen) in das MS gelenkt.
Die Polarität der an der Kapillare angelegten Spannung bestimmt die Ladung der erzeugten Ionen. Durch eine positive Spannung werden positive geladene Ionen erzeugt und durch eine negative Spannung negativ geladene Ionen.

## Eigenschaften
Bei der Elektrospray-Ionisierung handelt es sich um eine sanfte Methode der Ionenerzeugung, bei der auch empfindliche Moleküle und nicht kovalente Aggregate ionisiert werden können. Typischerweise werden Quasimolekül-Ionen detektiert ([M+H]{\displaystyle ^{+}} bei positiver Spannung; [M-H]{\displaystyle ^{-}} bei negativer Spannung). Ein charakteristisches Phänomen bei der ESI ist die Bildung von Addukt-Ionen mit Bestandteilen des Eluenten oder Puffers ([M+Na]{\displaystyle ^{+}}, [M+NH{\displaystyle _{4}}]{\displaystyle ^{+}}). Diese Adduktbildung ist ebenfalls mit Bestandteilen der Probenmatrix möglich.
Ein weiteres charakteristisches Phänomen ist die Bildung mehrfach geladener Ionen. ESI wird meist mit Ionenfallen-, Quadrupol- oder TOF-Analysatoren gekoppelt.

## Anwendung
Elektrosprayionisation ist eine Technik zur Erzeugung von Ionen, die in der Massenspektrometrie (LC/MS) verwendet wird. Massenspektrometrie unter Verwendung einer Elektrospray-Ionenquelle wird mitunter auch als Elektrospray-Massenspektrometrie (ESMS) bezeichnet. Sie gehört wie auch die APCI zu den Ionisationsverfahren, bei denen die Erzeugung der Ionen unter Atmosphärendruck stattfindet. Es ist das bevorzugte Ionisationverfahren zur Analyse von Biomolekülen, da es sehr schonend für das Analytmolekül ist und kaum zu Fragmentationen führt.
Anwendungsgebiete für ESI sind z. B. die Bestimmung der Molekülmasse, die Analyse und Sequenzierung von Proteinen und Oligonukleotiden und die quantitative Bestimmung von Arzneimitteln, Pestiziden u. a. kleinen Molekülen.
Im Gegensatz zur MALDI-Ionisation besteht ein Vorteil der ESI-Ionisation in der Online-Kopplung an ein LC-System. Die Kopplung ermöglicht die Analyse komplexerer Proben, da durch die LC (meist eine RP-HPLC) eine Auftrennung der Analyten erfolgt. Des Weiteren werden bei dieser Ionisationsmethode häufig mehrfach geladene Molekülionen erzeugt, die zum einen die Messung sehr großer Moleküle, wie z. B. ganzer Proteine, zum anderen die Durchführung von Tandem-Massenspektrometrie (MS/MS)-Messungen, z. B. für die De-Novo-Sequenzierung von Peptiden, ermöglicht.
Ein Nachteil der ESI ist, dass es empfindlicher gegenüber Verunreinigungen wie Seifen und Salzen ist als MALDI. Der Problematik der unterschiedlichen Anforderungen der einzelnen massenspektrometrischen Verfahren wird in der Probenvorbereitung Rechnung getragen.